# 윤단비
윤단비(1990년 1월 19일 ~ )는 대한민국의 영화 감독이다. 2020년 장편 데뷔작 《남매의 여름밤》을 발표했고, 부산국제영화제에서 4개 상을 수상했다.
광주에서 나고 자랐으며, 학창 시절에 광주극장에서 영화를 많이 보았다고 한다. 국민대학교 연극영화과를 졸업하고 현장에서 일하다가 단국대학교 영화콘텐츠전문대학원에 진학했다. 재학 중 2012년 〈생활의 길잡이〉, 2014년 〈불꽃놀이〉 등의 단편영화를 연출했고, 졸업작품으로 《남매의 여름밤》을 만들었다. 《남매의 여름밤》은 여러 해외 영화제에 초청되어 호평받았고 로테르담 국제 영화제에서 밝은미래상을 수상했다. 제24회 부산국제영화제에서는 4관왕을 달성했다.

## 연출 작품 목록
- 생활의 길잡이 (2012, 단편)
- 불꽃놀이 (2014, 단편)
- 남매의 여름밤 (2020)
- 첫 세계 (미정)

## 수상
- 2019년 제24회 부산국제영화제 한국영화감독조합상, 넷팩상, 시민평론가상, KTH상 (남매의 여름밤)
- 2019년 제45회 서울독립영화제 새로운선택상 (남매의 여름밤)
- 2020년 제49회 로테르담 국제 영화제 밝은미래상 (남매의 여름밤)
- 2020년 제8회 무주산골영화제 뉴비전상 (남매의 여름밤)
- 2020년 제19회 뉴욕 아시안 영화제 언케이지드상 (남매의 여름밤)
- 2020년 제40회 한국영화평론가협회상 신인감독상, 10대영화상 (남매의 여름밤)
- 2020년 제21회 부산영화평론가협회상 신인감독상 (남매의 여름밤)
- 2020년 제24회 토론토 릴 아시안 국제영화제 오슬러 최우수장편영화상 (남매의 여름밤)
- 2020년 제17회 홍콩 아시안 영화제 뉴탤런트상 (남매의 여름밤)
- 2020년 제38회 토리노 영화제 국제영화비평가연맹상 (남매의 여름밤)
- 2020년 제42회 낭뜨 3대륙영화제 골든 몽골피에 (남매의 여름밤)
- 2020년 제35회 마르델플라타 국제 영화제 국제경쟁부문 심사위원특별상 (남매의 여름밤)
- 2020년 제21회 올해의 여성영화인상 각본상 (남매의 여름밤)
- 2020년 씨네21 영화상 올해의 신인감독 (남매의 여름밤)
- 2021년 제57회 백상예술대상 신인감독상 (남매의 여름밤)
- 2021년 제8회 들꽃영화상 극영화 감독상 (남매의 여름밤)
- 2021년 제26회 춘사영화제 신인감독상 (남매의 여름밤)
- 2022년 제20회 디렉터스 컷 어워즈 올해의 비전상 (남매의 여름밤)